# 효소 다중기능성
효소 다중기능성(酵素多重機能性, 영어: enzyme promiscuity)은 효소가 원래 촉매하는 주반응 외에 부반응을 우연하게 촉매할 수 있게 된 능력을 의미한다. 효소는 매우 기질 특이적인 촉매이지만 종종 주된 본연의 촉매 활성 외에도 부반응을 수행할 수 있다. 이러한 다중기능적 활성은 일반적으로 주된 촉매 활성에 비해 속도가 느리고 중립 선택 하에 있다. 일반적으로 생리학적 관련이 없음에도 불구하고 새로운 선택적 압력 하에서 이러한 활성은 적응의 이점을 제공할 수 있기 때문에 다중기능적 활성은 새로운 주요 활성이 되도록 진화를 촉진시킬 수 있다. 이에 대한 예는 인공 화학 물질인 아트라진에 대해 매우 작은 다중기능적 활성을 가지고 있는 멜라민 탈아미노효소(triA에 의해 암호화 됨)로부터 진화한 슈도모나스의 아트라진 클로로하이드롤레이스(atzA에 의해 암호화 됨)이다.

## 같이 보기
- 효소 촉매작용
- 유전자 복제에 의한 진화
- 미카엘리스-멘텐 반응속도론
- 분자 다중기능성
- 단백질 문라이팅
- 오노 스스무